# Ygdrasil
Ygdrasil es una novela de ciencia ficción escrita por el chileno Jorge Baradit y publicada por primera vez en agosto de 2005 por Ediciones B Chile. El libro ganó en 2006 el primer Premio UPC a la novela corta de ciencia ficción, que otorga cada año el consejo social de la Universidad Politécnica de Cataluña.

## Historia
En una fecha indeterminada del futuro, la tecnología ha avanzado más allá de lo que quizás es prudente, la religión, ciencia, mitología, magia, política, arte, psicología e incluso la drogadicción han perdido los límites que los definían como actos y disciplinas individuales además de una sociedad donde ya no se respeta el descanso en el más allá o el valor del alma más allá del valor con que se pueda tasar o que posea como herramienta; donde los edificios son entidades biológicas o un computador usa una ouija como teclado para acceder al plano espiritual como si este fuera la internet.
Bajo este contexto, la milicia de México ha encontrado un humano usado como sujeto de experimentación en el desierto, más allá del horrible estado en que ha quedado su cuerpo, su alma ha sido víctima de experimentos y ahora solo una parte existe dentro de él, a la vez que el resto está en un cactus, una piedra y una rata. El solo hecho de que un ser así esté en este plano, ha provocado que en kilómetros a la redonda todo ser sensible, la realidad y en especial los psíquicos se hayan visto afectados. 
La milicia mexicana, ambicionando esta tecnología desconocida, secuestra a una asesina adicta y de poca monta llamada Mariana, a quien obliga a llevar a cabo una misión de infiltración y hurto de información en la que es usada como señuelo y abandonada a una muerte segura. Pero para sorpresa de todos los involucrados, es rescatada por una entidad cuasi omnipotente llamada Reche, que la embarca en una misión para resolver el misterio de qué es lo que está dañando la realidad en este sector del universo.

## Personajes
- Mariana: drogadicta chilena de treinta y seis años, asesina a sueldo, que vive en Ciudad de México. Hija de una perra, es limpiada de su adicción por el ejército mexicano para cumplir una misión de espionaje en los edificios biológicos del banco de México. A partir de ahí comenzará una travesía en la que deberá ponerse en peligro en innumerables ocasiones, tanto en el mundo real como en la red o en el mundo de los espíritus. Acompañada por Günther y Reche deberá afrontar miles de peligros en los que todos los bandos la protegen a la vez que la cazan y en un juego donde todo tiene una trascendencia oculta mucho mayor a lo que cualquiera de los involucrados pueda imaginar.

- Günther: joven soldado alemán muerto en la Segunda Guerra Mundial; en vida fue un joven de dieciocho años encargado de las comunicaciones por radio de su pelotón, murió en el campo de batalla con una bayoneta clavada en su ojo, víctima de una emboscada enemiga; el trauma fue tan grande que no le permitió trascender y quedó en el limbo. Allí fue contactado por los mexicanos, a quienes sirve a cambio de las sensaciones que puede volver a percibir al estar dentro de los individuos con los que trabaja. Por encargo de la milicia, acompaña a Mariana en su misión sirviendo de enlace de comunicación e interfaz para descarga de datos entre ella y el gobierno por medio de los tableros ouija que usan sus operadores. Siente gran aprecio por la chilena, a quien teme defraudar y desea ayudar en todo lo que pueda.

- Reche: es un selknam, de origen desconocido y sin relación con la raza indígena del sur de Chile. Lo mejor que ha logrado como una definición de sí mismo es que es algo parecido a una parte del sistema inmunológico del cosmos, que aparece cuando se produce algún evento que compromete o amenaza la realidad. Su objetivo es reparar estos incidentes y evitar que causen daño a Yahveh, el dios agónico que se sostiene en un estado parecido al coma gracias a que el universo es su soporte vital artificial y las almas que van desde este plano, cumplen la misma función que los nutrientes y el oxígeno, manteniéndolo en lo que sería un equivalente al coma terminal. Cuando Mariana es apresada y torturada por los Perfectos es él quien la salva y literalmente la reconstruye para que le ayude en su misión; ya que ella está incluida en los acontecimientos y le es útil, pero ello no significa que tenga algún sentimiento hacia ella, ya que si la estabilidad del cosmos lo requiere, él no dudará en asesinarla o a toda la raza humana. Es un ser de poder prácticamente ilimitado, el espacio y el tiempo son elementos sin poder sobre él y los puede manipular a voluntad, aun así, reconoce que existe un patrón y que incluso los cambios en el tiempo y espacio que provoca, ya están contemplados en esta especie de libreto supremo.

- Tangata Manu: chamán que se mantiene en órbita geoestacionaria a 500 km sobre el desierto de Atacama, mirándose en un espejo circular de obsidiana de 1 dm de diámetro puesto en el centro de una gran runa de cobre labrada a mano cerca del salar de Punta Negra, en este lugar existe en un espacio propio contenido en el vacío del espacio.

Su origen y motivos son desconocidos aún para el selknam, pero su función es la de administrar el orden en este lado del universo, su estado de meditación lo ha llevado a un nivel de gran poder y comprensión, al estar cerca irradia majestuosidad y respeto, pero al igual que todos los demás, tiene sus propios objetivos al ayudar a Mariana y Reche.
- Imbunche: pervertido líder de una secta constituida por los trabajadores del sector sindical n.º 14 de la Chrysler independizados de su casa matriz, han transformado las instalaciones de su sector en una nación independiente. Aficionado a los pírsines extremos, el sexo violento y sangriento, es dueño de una veta sádica y destructora, se deleita en el sufrimiento ajeno, en especial de sus colaboradores cercanos. Para sus seguidores es un profeta que los guiará al cielo. Para el directorio es uno de tantos detractores internos, aunque a diferencia de los que ha tenido la Chrysler en el pasado no es un montaje creado por ellos, por lo que se le trata con cierto cuidado. En su juventud fue el único sobreviviente de un grupo que se opuso al directorio; basándose en este incidente, creó la religión que se profesa en la Sección 14, alterando los hechos hasta darle un matiz místico en el que nacen los evangelios por lo que sus feligreses mueren o matan. Toda la verdad sobre este individuo es que no es más que un político hábil y dispuesto a lo que sea para lograr sus objetivos de poder. Günther al conocerlo lo describió como un alma sin vidas previas, nacida de las orillas mismas del caos puro.

- Ramírez: encargado de la investigación resultante del descubrimiento hecho en el desierto, es un militar al estilo antiguo, prefiere los medios convencionales y directos antes que las estrategias políticas que se estilan. Exige a los demás y a sí mismo mucha precisión y eficacia, ya que está en constante presión por ser la reencarnación de una mujer que gritó exigiendo la crucifixión de Jesús, lo que puede hacer que la iglesia pida su expulsión de la armada y además le ha significado tener que mantenerse congraciado con muchos de sus superiores, o en sus palabras "lamer muchos culos" para simplemente mantenerse donde está. Ve en el éxito de esta misión un poco de seguridad para su futuro, por lo que hará uso de los medios que estén a su alcance para llegar al éxito, aun así, no tiene fe en La Chilena ya que no es un militar, pero las evidencias le han mostrado que es la mejor opción.

- Matías Rodríguez: vidente sacralizado por los técnicos del Proyecto Ygdrasil. Este medium habría sufrido un pasaje psicótico donde habría entrevisto las características del Valle de las Sombras, el espacio astral donde residen los espectros desencarnados, y del Túnel de las almas, el sistema de tuberías por dónde circulan las almas en su tránsito hacia los pulmones de Jehová (la luz al final del túnel). Las observaciones de este vidente sirvieron para definir el objetivo de Los Perfectos y dieron el puntapié inicial a la búsqueda de una relación matemática en los fenómenos paranormales (base de la ingeniería astral). Una vez muerto, sus restos fueron esparcidos en relicarios por distintas partes de la maquinaria desarrollada por los conspiradores. Una parte del tercer hemisferio cerebral desarrollado por Rodríguez, se utiliza como módem de datos rudimentario en los procesadores más antiguos del Ygdrasil. Delgadas láminas de masa encefálica son introducidas en tubos e injertadas bajo el cráneo de los Karma Police (policía del Karma) para generarles una red de transmisión de datos capaz de coordinarlos en sus operativos policiales, donde combaten simultáneamente en varios planos de realidad.

- Los Perfectos: más que un conjunto de individuos, es un personaje colectivo presente en las obras de Baradit. Muy misterioso y poderoso es el grupo conocido como Los Perfectos o Los Danzarines, quienes de una u otra manera han estado presentes durante la historia de la humanidad interviniendo y manipulándola según sus deseos y necesidades, los cuales son muy oscuros. Se dice que son inmortales o que no existen completamente en esta realidad, también que poseen habilidades y conocimientos que el resto de los hombres son incapaces de alcanzar; lo que sí se sabe de ellos es que controlan y poseen grandes organizaciones y recursos, los cuales usan para sus propósitos mientras que, al mismo tiempo, ganan control económico y político. Son muy crueles y sanguinarios, disfrutando del sufrimiento ajeno, prácticamente inventan formas de torturar cuando juegan con un individuo. Se dice que nacieron cuando Jesús (quien según las teorías y afirmaciones de algunos profetas y visionarios en realidad era un anticristo) llevó a cabo la multiplicación de los panes, con lo cual, introdujo en nuestra realidad materia nueva creada a partir de la nada; quienes comieron de ella ya no operan completamente bajo las ecuaciones de nuestra realidad y no se someten a ella, es por ello que al verlos da la impresión de que deben esforzarse para seguir siendo materiales. Son los verdaderos dueños de la Chrysler y quienes ordenaron los experimentos que se llevaron a cabo en el sujeto encontrado por los militares mexicanos; todo ello para poder finalizar el Empalme Rodríguez y llevar a cabo el Proyecto Ygdrasil.

## Influencias
Entre las influencias que se ven en la novela se pueden distinguir las de H. R. Giger, William Gibson, mitología chilena y latinoamericana y sus respectivas etnias, manga y anime y parapsicología.
H.R. Giger
Sus conceptos de construcciones orgánicas se ven ampliamente utilizado en los edificios vivientes que son una extensión de la domótica, ya no centrados en un computador controlando los procesos sino en un cerebro que en vez de tener repartidos sensores electrónicos, extiende su sistema nervioso a lo largo de los pasillos. Estos edificios vivientes poseen incluso un sistema excretorio, empleado por Mariana para colarse al interior.
William Gibson
Aunque Baradit nunca leyó Neuromante mientras escribía Ygdrasil, el poderoso arquetipo de la heroína femenina aparece en el personaje de Mariana, si bien no tan evidente como en Ghost in the Shell. Es imposible no relacionar a Molly, el personaje fuerte de Neurmante, con Mariana, ya que ambas son mujeres que están embarcadas en una misión peligrosa y probablemente letal, relacionada con el uso del ciberespacio (en el caso de Molly) o con el plano astral (en el caso de Mariana). 
Además, ambas son asesinas a sueldo, altamente entrenadas para matar, y que son empujadas o compelidas a realizar la misión encargada.
Mitología y etnias
El uso de nombres extraídos de la mitología chilota (Imbunche y Tonto), así como el uso de las etnias originarias de Chile en la creación de personajes como el Selknam o el nombre del chamán en órbita geoestacionaria, Tangata Manu(de la mitología pascuense), hacen evidente la variedad de influencias de las culturas primigenias incorporadas en la novela.
Manga y animé
Varios personajes emplean armaduras que recuerdan a los exoesqueletos de Robotech, también se ve la influencia de la cultura japonesa como en el uso de la tradicional espada corta japonesa, la wakizashi.
Parapsicología
El grueso de la trama del libro descansa sobre las almas, las cuales son invocadas, apresadas y prensadas en chips de silicio. Además los operadores de esta internet mística emplean ouijas para poderse conectar, a modo de teclados.

## El libro
YGDRASIL
de Jorge Baradit. 272 páginas, 15x23 cm ISBN 956-304-005-8. Editorial Ediciones B - Chile, Colección Nova. Chile, agosto de 2005.
El primer semestre del año 2007, se publicó Trinidad, segunda parte de una trilogía en la que Ygdrasil es el primer tomo, aunque contiene el desenlace del conjunto.
La trilogía estará compuesta finalmente por tres libros autonclusivos:
- Ygdrasil, desenlace de la historia y primer libro publicado.

- Trinidad, segunda parte de la historia y segundo libro publicado.

- Lluscuma, primera parte de la trilogía y sexto libro publicado.